# Усть-Ницинское сельское поселение
Усть-Ницинское сельское поселение — муниципальное образование в Слободо-Туринском муниципальном районе Свердловской области. Административный центр — село Усть-Ницинское.

## История
Усть-Ницинское сельское поселение образовано 25 октября 2004 года.

## Население
| 2010  | 2011  | 2012  | 2013  | 2014  | 2015  | 2016  |
| ----- | ----- | ----- | ----- | ----- | ----- | ----- |
| 3524  | ↘3510 | ↘3394 | ↘3269 | ↘3179 | ↘3132 | ↘3042 |
| 2017  | 2018  | 2019  | 2020  | 2021  | 2023  |       |
| ↘2979 | ↘2903 | ↘2822 | ↘2812 | ↘2697 | ↘2675 |       |

## Состав сельского поселения
| №  | Населённый пункт | Тип населённого пункта       | Население |
| -- | ---------------- | ---------------------------- | --------- |
| 1  | Бурмакина        | деревня                      | ↘49       |
| 2  | Голышева         | деревня                      | ↘44       |
| 3  | Голякова         | деревня                      | ↘104      |
| 4  | Елкина           | деревня                      | ↘78       |
| 5  | Ермакова         | деревня                      | ↘182      |
| 6  | Ермолина         | деревня                      | ↗71       |
| 7  | Жирякова         | деревня                      | ↘78       |
| 8  | Замотаева        | деревня                      | ↘31       |
| 9  | Зуева            | деревня                      | ↘96       |
| 10 | Ивановка         | деревня                      | ↘147      |
| 11 | Калугина         | деревня                      | ↗21       |
| 12 | Краснослободское | село                         | ↘574      |
| 13 | Липчинское       | село                         | ↘436      |
| 14 | Лукина           | деревня                      | ↘25       |
| 15 | Мельникова       | деревня                      | ↘15       |
| 16 | Мельничная       | деревня                      | ↗9        |
| 17 | Рассвет          | посёлок                      | ↘67       |
| 18 | Усть-Ницинское   | село, административный центр | ↘713      |
| 19 | Черемнова        | деревня                      | ↘16       |

### упразднённые населённые пункты
| № | Населённый пункт | Тип населённого пункта | Население | год упразднения |
| - | ---------------- | ---------------------- | --------- | --------------- |
| 1 | Ерзовка          | деревня                | ↘0        | 2022            |